# Pycnocomon
Pycnocomon je biljni rod češljugovki smješten u tribus Lomelosieae, dio porodice kozokrvnica. Postoje dvije priznate vrste iz sjevernog i južnog Sredozemlja
Tipična i najrasprostranjenija je Pycnocomon rutifolium, dok je Pycnocomon intermedium ograničena na Iberski poluotok.

## Vrste
1. Pycnocomon intermedium (Lag.) Greuter & Burdet
2. Pycnocomon rutifolium (Vahl) Hoffmanns. & Link